# Mhm a-ha oh yeah da-da
Mhm a-ha oh yeah da-da је једини студијски албум групе Cargo Orkestar чији је вођа био Дарко Рундек. На овом албуму, песме су певане на хрватском, енглеском, немачком и француском језику. Изашао је јуна 2006. у издању „Менарта”.

## Позадина
На пролеће 2003. године, Рундек је основао нови бенд Cargo Orkestar, углавном од музичара са којима је снимио Руке и са којим је ишао на турнеју по Хрватској, Босни, Србији и Црној Гори. У оквиру те турнеје у Загребу је одржано седам концерата који су чинили „Плаву турнеју” на којој је настао албум „Загребачка магла”.
У периоду 2003—2005, Рундек је снимао филмове Поглед са Ајфеловог торња, Сто минута Славе, Рушевине и друге.

## Албум
Песме су написане у џез маниру са елементима рока, фолк–рока, прогресивног рока и танга. Теме песама укључују порнографију, егзибиционизам и воајеризам.
Албум је праћен спотовима за песме Свитање, Пут у сумрак и 12 птица.

## Списак песама
| №   | Назив                  | Трајање |  |
| 1.  | U-bahn                 | 4:40    |  |
| 2.  | Slick señorita         | 5:04    |  |
| 3.  | 12 птица               | 5:10    |  |
| 4.  | Сенсимилија            | 5:12    |  |
| 5.  | Звук олује             | 3:38    |  |
| 6.  | Коло                   | 3:24    |  |
| 7.  | Highlander             | 5:18    |  |
| 8.  | Wanadoo                | 5:10    |  |
| 9.  | Не окрећи се           | 4:03    |  |
| 10. | Хелга                  | 4:43    |  |
| 11. | Пут у сумрак           | 4:42    |  |
| 12. | Mhm a-ha oh yeah da-da | 5:05    |  |
| 13. | Свитање                | 3:03    |  |

## Пријем
Српски лист Данас је писао да је једна од битних одлика овог албума сликање кроз тон, те да је захваљујући томе Cargo Orkestar отворио неотворено.
Лист Политика је писао да албум тематски делује као плоча путовања на којој су свирачки амбијенти и певање на неколико језика срасли у скоро дневничке записе забележене током заједничког рада „на путу”.
Хрватски портал Монитор је у својој рецензији писао како је Рундек измешао гомилу стилова и четири језика, до те мере да више не говори хрватски течно. Албум је проглашен да је осредње форме у самом врху хрватске продукције.

## Топ листе

### Годишња листа
| Листа        | Највиша позиција |
| ------------ | ---------------- |
| Јутарњи лист | 2                |